# Макреј (Арканзас)
Макреј (енгл. McRae) град је у америчкој савезној држави Арканзас.

## Демографија
По попису из 2010. године број становника је 682, што је 21 (3,2%) становника више него 2000. године.
| Група             | 2000.       | 2010.       |
| Белци             | 616 (93,2%) | 637 (93,4%) |
| Афроамериканци    | 3 (0,5%)    | 8 (1,2%)    |
| Азијати           | 0 (0,0%)    | 0 (0,0%)    |
| Хиспаноамериканци | 27 (4,1%)   | 27 (4,0%)   |
| Укупно            | 661         | 682         |